# Enkekasse
Enkekasse er en institution, der skal sikre deltagernes enker en bestemt sum ved mandens død eller en årlig ydelse, så længe de er enker. I Danmark oprettedes de såvel ved statens som ved privat initiativ.
1707 oprettedes den første enkekasse for landmilitæretaten under statens garanti for kassens forpligtelser, og 1740 udvidedes denne til at give adgang for alle stænder. 19. juli 1775 oprettedes "den almindelige enkekasse", i hvilken det 1788 blev pålagt embedsmændene som pligt at gøre indskud. Samtidig med den almindelige enkekasses oprettelse ophørte den tidligere enkekasse at optage nye medlemmer. Den almindelige enkekasse modtog ikke nye indskud efter 31. august 1845, da Livrente- og Forsørgelsesanstalten af 1842 trådte i dens sted. Den sidste enke der modtog udbetaling fra kassen, døde i 1921. Begge de fornævnte enkekasser har bragt statskassen store tab.
En enkekasse for enker efter professorer ved Københavns Universitet oprettedes 1767 ved en frivillig overenskomst mellem de daværende professores consistoriales, og fundatsen for samme opnåede 5. juni samme år kongelig stadfæstelse. De gejstlige enkekasser har haft stor betydning for præstestanden. Ved fundats 13. januar 1736 oprettedes en gejstlig og verdslig enkekasse for Nørrejylland, der imidlertid atter hævedes ved lov 11. marts 1851, og den ene halvdel af dens overskydende midler fordeltes mellem de for hvert af Nørrejyllands fire stifter oprettede gejstlige enkekasser, således at det hver kasse tilfaldende beløb blev bevaret som en særskilt kapital, hvis rente årlig af stiftets landemode uddeltes som pensionstillæg til de mest værdige og trængende enker efter gejstlige i stiftet. Inden for de enkelte stifter – også på Øerne – bestod der dernæst enkekasser, hvis indtægter bestod af de indskud, til hvilke stiftets præster var forpligtede, og de milde gaver, der tillagdes dem, samt visse bøder, der administrativt kunne pålægges præsterne. Hver enkekasse havde sin kongeligt konfirmerede fundats med til dels afvigende regler om forpligtelsen til at indtræde i samme, indskuddenes størrelse, kassernes styrelsesmåde m.v. Af overskuddet af Lolland-Falsters Stifts enkekasse kunne der gives understøttelser til fattige, faderløse præstedøtre. I Århus Stift kunne der ligeledes af enkekassen ydes understøttelser til fattige, forældreløse præstebørn i stiftet.
Foruden enkekasse bestod der i de enkelte stifter hjælpeenkekasser, hvis formål var så vidt muligt at erstatte enkerne det tab de måtte lide ved at der, når der på et kald fandtes flere end én enke, i henhold til Danske Lov 2-13-10 dog kun skulle svares enkelt enkepension, som blev at dele imellem dem efter deres vilkår. Denne bestemmelse blev ikke ophævet ved loven om Folkekirkens præsters lønningsforhold af 14. marts 1913. De gejstlige enkekasser og hjælpeenkekasser var offentlige stiftelser, hvis midler frugtbargjordes som andre offentlige midler. Foruden de fornævnte fandtes der en stor mængde enkekasser for korporationer og foreninger og andet, hvis forhold var afhængige af de for hver især gældende love og vedtægter.
Også i Norge var der både ved statens og ved privat initiativ oprettet enkekasser. 1814 bestod den for begge riger fælles, almindelige enkekasse. Denne kasses fonds blev i henhold til konventionen af 2. september 1819, opgørelsesakten af 2. april 1820 og slutningsakten af 12. april 1823 delt mellem moderstammen i Danmark og forgreningen i Norge. Ved lov 17. august 1821 blev midlerne her slået sammen med en ved regentskabsplakat 14. marts 1814 for Norge særskilt oprettet enkekasse. Den sammenslåede enkekasses økonomiske tilstand viste sig snart at være alt andet end tilfredsstillende. 1836-1845 måtte staten tilskyde den tilsammen 768.000 kroner; alligevel måtte kassens regnskab 1845 opgøres med en underbalance af over 4,25 mio. kroner. Ved lov 29. juni 1848 blev der oprettet en "ny afdeling", grundlagt på forsikringsteknisk pålidelig basis. Den herefter såkaldte "ældre afdeling" blev henvist til likvidation. Lov 21. juni 1895 "om den norske enkekasse" betegner en ny reform med hensyn til enkekasselovgivningen. Blandt andet indførte den præmiebetaling, som afholdes forlods af tjenestemandens løn, i stedet for indskud. Lov 8. april 1899 åbnede adgang for enhver norsk borger til at tegne forsikring i enkekassen. Love af 22. maj 1902, 15. august 1908, 23. maj 1913 og 12. juni 1914 indførte en del forandringer såvel for pligtige som for frivillige forsikringer i enkekassen. Ved lov af 20. april 1917 og ved oprettelse af Statens pensjonskasse 1. juli samme år begyndte afviklingen af enkekassen. Denne afvikling blev først afsluttet i 1970'erne.
Af andre enkekasser i Norge kan nævnes Akershus Stifts gejstlige enkekasse, oprettet ved fundats 29. december 1732, Kristiansand Stifts gejstlige enkekasse, oprettet 21. september 1736 (som ved nye statutter, stadfæstet ved kongelig resolution 15. september 1910, gik over til en gensidig understøttelseskasse og fik dette navn i stedet for enkekasse), Vestre og Nedre Borgesyssels provstiers enkekasse, stiftet 8. maj 1719, understøttelsesanstalt for trængende efterslægt af medlemmer i den ophævede civile og adskillige stænders enkekasse af 1736, hvis sæde var i København, understøttelsesforeningen for norske læger og deres enker, stiftet af det medicinske selskab i Kristiania og begyndt 1. januar 1853, understøttelsesforeningen for norske sagførere og deres enker, stiftet 1866, søetatens understøttelsesindretning ifølge fundats, approberet ved kongelig resolution af 11. januar 1823, samt en del andre militære og civile, af korporationer eller ved legater oprettede enkeforsørgelseskasser.

## Ekstern henvisning
- Den almindelige enkekasse Arkiveret 26. januar 2006 hos  Wayback Machine – privat hjemmeside om den almindelige enkekasse med en database over indskydere og disses hustruer